# 디리야 토후국
디리야 토후국 (아랍어: إمارة الدرعية الكبرى)은 1774년에 와하브 운동으로 형성된 국가이다. 사우드 제1왕국(first Saudi state)이라고도 하며, 1818년까지 존속했다.